# U 20 (U-Boot, 1936)
U 20 war ein deutsches U-Boot vom Typ II B, das im Zweiten Weltkrieg von der Kriegsmarine eingesetzt wurde.

## Geschichte
Der Bauauftrag für das Boot wurde am 2. Februar 1935 an die Germaniawerft in Kiel vergeben. Die Kiellegung erfolgte am 1. August 1935, der Stapellauf am 14. Januar 1936 und die Indienststellung unter Kapitänleutnant Hans Eckermann am 1. Februar 1936.
Das Boot gehörte bis zum 31. Dezember 1939 zur U-Flottille „Weddigen“ bzw. zur U-Flottille „Lohs“ in Kiel. Nach der Umgliederung der U-Flottillen kam U 20 wieder zur 1. U-Flottille „Weddingen“ in Kiel. Nach der Ausmusterung als Frontboot diente das Boot vom 1. Mai 1940 bis zum 30. Juni 1940 als Ausbildungsboot bei der 1. U-Ausbildungsflottille und vom 1. Juli 1940 bis zum 30. September 1942 bei der 21. U-Flottille in Pillau.
Im Oktober 1942 wurde das Boot bei den Deutschen Werken außer Dienst gestellt und anschließend über Binnenwasserstraßen und Landwege in das Schwarze Meer transportiert. Dort wurde es auf der rumänischen Donauwerft von Galați wieder aufgerüstet und am 27. Mai 1943 erneut in Dienst gestellt. Danach gehörte es bis zu seiner Selbstversenkung am 10. September 1944 zu den Booten der in Constanța stationierten 30. U-Flottille.
U 20 unternahm insgesamt 16 Feindfahrten, auf denen 15 Schiffe mit einer Gesamttonnage von 39.637 BRT versenkt wurden.

## Einsatzstatistik

### Erste Feindfahrt
Das Boot lief am 25. August 1939 um 4:15 Uhr von Kiel aus und am 20. September 1939 um 9:39 Uhr wieder dort ein. Auf dieser 27 Tage dauernden Unternehmung in der Nordsee wurden keine Schiffe versenkt oder beschädigt.

### Zweite Feindfahrt
Das Boot lief am 29. September 1939 um 2:00 Uhr von Kiel aus und am 17. Oktober 1939 um 9:02 Uhr wieder dort ein. Auf dieser 19 Tage dauernden Unternehmung in der Nordsee wurden keine Schiffe versenkt oder beschädigt.

### Dritte Feindfahrt
Das Boot lief am 18. November 1939 um 12:40 Uhr von Wilhelmshaven aus und am 23. November 1939 um 12:00 Uhr wieder dort ein. Auf dieser sechs Tage dauernden Minenlegeunternehmung beim Newwarp-Feuerschiff wurden neun Minen gelegt, auf die zwei Schiffe liefen und sanken.
- 29. November 1939: Versenkung des britischen Dampfers Ionian (3.114 BRT) (Lage) durch einen Minentreffer. Unter seinem Frachtgut befanden sich 200 t Korinthen und 50 t Wolle. Er war auf dem Weg von Iraklion über London nach Kingston upon Hull und gehörte zum Küsten-Konvoi FN-43 mit 23 Schiffen. Es gab keine Toten, 37 Überlebende.

- 10. Dezember 1939: Versenkung des britischen Dampfers Willowpool (4.815 BRT) durch einen Minentreffer. Er hatte 7.850 t Eisenerz geladen und befand sich auf dem Weg von Bône (Algerien) nach Middlesbrough. Er gehörte zum aufgelösten Konvoi HG-9 mit 53 Schiffen. Es gab keine Toten, 36 Überlebende.

### Vierte Feindfahrt
Das Boot lief am 7. Dezember 1939 um 2:00 Uhr von Kiel aus und am 13. Dezember 1939 um 7:10 Uhr wieder dort ein. Auf dieser sieben Tage dauernden und zirka 1.100 sm langen Unternehmung vor der britischen Ostküste wurden zwei Schiffe mit zusammen 2.914 BRT versenkt.
- 9. Dezember 1939: Versenkung des dänischen Dampfers Magnus (1.339 BRT) (Lage) durch einen G7e-Torpedo. Er fuhr in Ballast und war auf dem Weg von Dänemark nach Methil am Firth of Forth in Schottland. Es gab einen Toten.

- 10. Dezember 1939: Versenkung des norwegischen Dampfers Føina (1.674 BRT) durch einen G7e-Torpedo. Er hatte Kohle geladen und befand sich auf dem Weg von Sarpsborg nach Göteborg. Es war ein Totalverlust mit 18 Toten.

### Fünfte Feindfahrt
Das Boot lief am 6. Januar 1940 um 5:15 Uhr von Kiel aus und am 16. Januar 1940 in Wilhelmshaven ein. Auf dieser zehn Tage dauernden und 1.502 sm langen Unternehmung an der schottischen Ostküste wurde ein Schiff mit 1.524 BRT versenkt.
- 13. Januar 1940: Versenkung des schwedischen Dampfers Sylvia (1.524 BRT) (Lage) durch einen G7a-Torpedo. Er hatte Kohle geladen und befand sich auf dem Weg von Kingston upon Hull nach Göteborg. Es war ein Totalverlust mit 20 Toten.

### Sechste Feindfahrt
Das Boot lief am 21. Januar 1940 um 5:15 Uhr von Wilhelmshaven aus und am 4. Februar 1940 wieder dort ein. Auf dieser 15 Tage dauernden und 1.166 sm über und 127 sm unter Wasser langen Unternehmung in der Nordsee wurden vier Schiffe mit insgesamt 6.848 BRT versenkt.
- 27. Januar 1940: Beschädigung des norwegischen Dampfers Faro (844 BRT). Der Dampfer wurde so schwer durch einen G7e-Torpedo beschädigt, dass er auf Strand gesetzt und als Totalverlust aufgegeben wurde. Er fuhr in Ballast und war auf dem Weg von Sarpsborg (Norwegen) nach Methil. Es gab sieben Tote und acht Überlebende.

- 27. Januar 1940: Versenkung des norwegischen Dampfers Hosanger (1.591 BRT) (Lage) durch einen G7e-Torpedo. Er fuhr in Ballast und war auf dem Weg nach Schottland. Es gab 17 Tote und einen Überlebenden.

- 27. Januar 1940: Versenkung des dänischen Dampfers Fredensborg (2.094 BRT) (Lage) durch einen G7a-Torpedo. Er fuhr in Ballast und war auf dem Weg von Kopenhagen nach Großbritannien.

- 27. Januar 1940: Versenkung des dänischen Dampfers England (2.319 BRT) durch einen G7e-Torpedo. Er hatte eine unbekannte Ladung und war auf dem Weg von Kopenhagen nach Blyth. Es gab 20 Tote und einen Überlebenden.

### Siebte Feindfahrt
Das Boot lief am 27. Februar 1940 von Wilhelmshaven aus und am 4. März 1940 um 16:30 Uhr wieder dort ein. Auf dieser acht Tage dauernden und zirka 770 sm über und 78 sm unter Wasser langen Unternehmung in der Nordsee wurden zwei Schiffe mit zusammen 9.551 BRT versenkt.
- 29. Februar 1940: Versenkung des italienischen Dampfers Maria Rosa (4.211 BRT) (Lage) durch einen G7e-Torpedo. Er fuhr in Ballast und war auf dem Weg von Marseille nach Hartlepool. Es gab 17 Tote und zwölf Überlebende.

- 1. März 1940: Versenkung des italienischen Dampfers Mirella (5.340 BRT) (Lage) durch einen G7e-Torpedo, Er hatte 6.900 t Kohle geladen und befand sich auf dem Weg vom Tyne nach Livorno. Es gab 29 Tote und einen Überlebenden.

### Achte Feindfahrt
Das Boot lief am 14. März 1940 um 14:17 Uhr von Wilhelmshaven aus und am 22. März 1940 um 13:46 Uhr wieder dort ein. Auf dieser neun Tage dauernden und zirka 700 sm über und 47 sm unter Wasser langen Unternehmung zur U-Boot-Jagd wurden keine Schiffe versenkt oder beschädigt.

### Neunte Feindfahrt
Das Boot lief am 22. Juni 1943 um 13:30 Uhr von Constanța aus und am 29. Juni 1943 um 11:00 Uhr wieder dort ein. Auf dieser acht Tage dauernden und 1.149 sm über und 63 sm unter Wasser langen Unternehmung im Schwarzen Meer wurden keine Schiffe versenkt oder beschädigt. Am 26. Juni 1943 versuchte U-20, einen sowjetischen U-Bootjäger im Schwarzen Meer vor Tuapse zu torpedieren, aber das Ziel ging in die Offensive und warf acht Wasserbomben ab. Das Boot wurde dann vier Stunden lang von Flugzeugen mit Wasserbomben unter Wasser gehalten. Es war anschließend aufgrund mechanischer Störungen gezwungen, zur Basis zurückzukehren.

### Zehnte Feindfahrt
Das Boot lief am 11. Juli 1943 um 10:15 Uhr von Constanța aus und am 7. August 1943 um 13:30 Uhr wieder dort ein. Auf dieser 28 Tage dauernden und 3.039 sm über und 370 sm unter Wasser langen Unternehmung im Schwarzen Meer wurden keine Schiffe versenkt oder beschädigt.

### Elfte Feindfahrt
Das Boot lief am 16. September 1943 um 14:00 Uhr von Constanța aus und am 12. Oktober 1943 um 16:10 Uhr wieder dort ein. Auf dieser 31 Tage dauernden und 2.876 sm über und 460 sm unter Wasser langen Unternehmung im Schwarzen Meer, bei der auch neun Minen vor Poti gelegt wurden, wurden keine Schiffe versenkt oder beschädigt.

### Zwölfte Feindfahrt
Das Boot lief am 8. November 1943 von Constanța aus und am 9. Dezember 1943 um 10:00 Uhr wieder dort ein. Auf dieser 25 Tage dauernden Unternehmung im Schwarzen Meer vor der Kaukasus-Küste wurden keine Schiffe versenkt oder beschädigt.

### Dreizehnte Feindfahrt
Das Boot lief am 1. Januar 1944 um 11:00 Uhr von Constanța aus und am 26. Januar 1944 um 11:20 Uhr wieder dort ein. Auf dieser 25 Tage dauernden und 2.292 sm über und 438 sm unter Wasser langen Unternehmung im Schwarzen Meer wurde ein Schiff mit 7.602 BRT versenkt.
- 16. Januar 1944: Versenkung des sowjetischen Dampfers Wajan Kuturje (7.602 BRT) (Lage) durch einen Torpedo.

### Vierzehnte Feindfahrt
Das Boot lief am 22. Februar 1944 um 21:30 Uhr aus Constanța aus und am 27. März 1944 um 9:45 Uhr wieder dort ein. Auf dieser 33 Tage dauernden und 3.244,5 sm über und 415 sm unter Wasser langen Unternehmung im Schwarzen Meer, in der auch neun Minen vor Poti gelegt wurden, wurden keine Schiffe versenkt oder beschädigt.

### Fünfzehnte Feindfahrt
Das Boot lief am 11. Juni 1944 um 13:30 Uhr von Constanța aus und am 11. Juli 1944 um 15:30 Uhr wieder dort ein. Auf dieser 30 Tage dauernden und 2.176 sm über und 572 sm unter Wasser langen Unternehmung wurden ein Schiff mit 1.850 BRT und ein Landungsboot von 9 t versenkt.
- 19. Juni 1944: Versenkung des sowjetischen Dampfers Pestel (1.850 BRT) (Lage) durch zwei Torpedos. Er hatte unbekannte Ladung an Bord und befand sich auf dem Weg von Trabzon nach Batumi.

- 24. Juni 1944: Versenkung des sowjetischen Landungsboots DB-26 (9 t) (Lage) mit der Bordkanone, MG-Feuer und Handgranaten.

### Sechzehnte Feindfahrt und Verbleib
Das Boot lief am 19. August 1944 von Constanța aus ins Schwarze Meer. Am 10. September 1944 um 21:30 Uhr wurde es an der türkischen Schwarzmeerküste nördlich von Karasu von seiner Besatzung auf der Position 41° 10′ N, 30° 47′ O im Marine-Planquadrat CL 4679 selbstversenkt. Die gesamte Besatzung wurde kurz nach dem Anlanden festgenommen und bis zum Ende des Zweiten Weltkriegs in der Türkei interniert.
Die aktuelle Wrackposition wurde 1991 unterschiedlich mit 41° 6′ N, 30° 45′ O oder 41° 10′ N, 30° 44′ O angegeben.
Bei Tauchgängen zum Wrack von U 20 wurden im Jahr 2008 erste Unterwasseraufnahmen gemacht. Ob sich das Vorhaben, U 20 zu bergen, realisieren lassen wird, ist zweifelhaft.